# 鵬蓬站

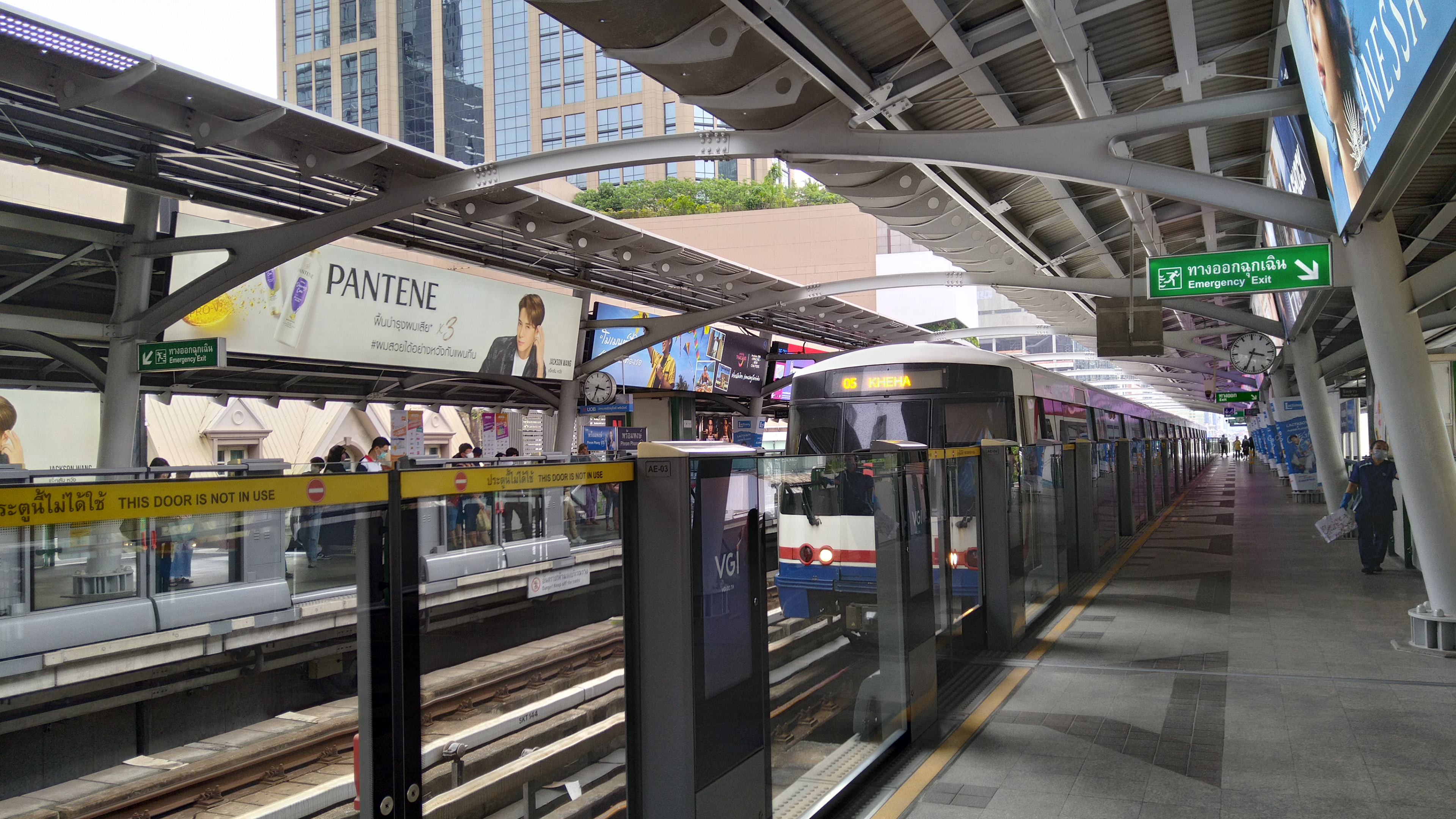
列車正停靠在鵬蓬車站

鵬蓬站（音素換寫：[S̄t̄hānī phr̂xm phngs̄ʹ̒] 错误：{{Transl}}：拉丁字母轉寫第 24 個字元「̒」不是拉丁字母。（帮助），皇家轉寫：Sathani Phrom Phong，發音：[sā.tʰǎː.nīː pʰrɔ́ːm pʰōŋ]）位於泰國首都曼谷孔提縣，是曼谷BTS（高架電車）素坤逸線的車站，在1999年12月5日投入營運，車站編號為E5。該車站附近有許多外國人的住房及豪華公寓，因此有許多為外國人服務的商店，特別多日本口味的餐館。

## 商店
- 鵬蓬車站裡
  - Book of World書店（日文書店）
- 素坤逸路
  - 素坤逸二十街 
    - Baan Sukhumvit Bangkok旅社

  - 素坤逸廿二街
    - 班哲希利公园
- 攝政公園
- Honey House西餐館
- 伊朗駐泰國大使館
  - 素坤逸廿四街建有許多公寓及飯店，許多西人及日本人居住。 
    - 大商場購物中心（The Emporium）
    - Ariston旅社
    - The Imperial Impala Hotel旅社
    - 居酒屋
    - 亞洲草藥店
    - 保健中心

  - 素坤逸廿六街
    - 診療所
    - Four Wings酒店
    - 列治文大廈

  - 素坤逸卅二街
    - Le Fenix精品酒店
    - 牙科診所
    - Tidbit 株式會社
    - 大城銀行
    - 菲律賓駐泰國大使館

  - 素坤逸卅三街
    - Novotel Lotus酒店
    - Valla Market：日本產品超級市場

  - 素坤逸卅三及卅三之一街的中部
    - Subway快餐店

  - 素坤逸卅三之一街：日本人活動區域
    - 富士第一超級市場
    - 東京堂書店：售賣日本書籍
    - 富士咖啡店
    - 黑田日本料理店
    - 西村日本料理店
    - 櫻道場（柔道學校）
    - Hyperthai麵包店
    - 擔擔麵
    - 東京眼鏡店
    - 挪威駐泰國大使館

  - 素坤逸卅九街
    - 富士第二超級市場
    - 東京堂書店：售賣日本書籍
    - Citi Resort Sukhumvit 39旅社
    - 富士第三超級市場
    - 泰國日本人會（日语：タイ国日本人会）
    - Orange House家居雜貨店
    - Biohouse
    - 明倫館：售賣日本書籍
    - 學習研究社
    - 寺子屋：日語學校

## 外部連結
- 曼谷集體運輸系統（高架電車）官方網站
- 大商場購物中心官方網站
- Le Fenix精品酒店官方網站（页面存档备份，存于）
- Tidbit 株式會社官方網站
- 東京眼鏡店官方網站（页面存档备份，存于）